# Jedousov
Jedousov település Csehországban, a Pardubicei járásban. Jedousov Veselí, Brloh, Poběžovice u Přelouče, Přelouč, Mokošín és Choltice településekkel határos. Lakosainak száma 174 fő (2024. január 1.).

## Népesség
A település lakosságának változását az alábbi diagram mutatja:
| Lakosok száma | 358  | 387  | 467  | 287  | 186  | 145  | 168  | 173  | 167  | 174  |
|               | 1869 | 1890 | 1921 | 1950 | 1980 | 2001 | 2017 | 2019 | 2022 | 2024 |